# Synagoga v Mladé Vožici
Raná synagoga byla v Mladé Vožici postavena počátkem 18. století, v polovině 19. století byla nahrazena novou budovou a v 60. letech 20. století byla částečně stržena a přestavěna.

## Historie
V Mladé Vožici stála starší synagoga z počátku 18. století, a to na rohu dnešních ulic Židovská a Onešova. Po roce 1850 byla nahrazena novou budovou v novogotickém stylu. Bohoslužby se zde konaly až do roku 1939. Po druhé světové válce budova chátrala, kolem roku 1960 bylaz větší části zbořena, a na místě byla postavena obytná budova, která zabírá menší plochu než synagoga a je spojena s původním rabínským domkem.

### Současnost
I v první polovině 21. století se na místě bývalé synagogy nacházel soukromý dům čp. 161, na který byla připevněna malá pamětní deska na památku obětí holocaustu. V bezprostřední blízkosti jsou pozůstatky nikdy nedokončené budovy, která byla zamýšlena jako židovská škola. Protější budovu čp. 162 obýval židovský řezník – šochet.

### Židovské obyvatelstvo ve městě
První zmínky o Židech usídlených v Mladé Vožici jsou z poloviny 17. století, do poloviny 19. století zde smělo bydlet pouze osm rodin. Nejvíce židovských obyvatel (169) ve Vožici bydlelo v roce 1890, potom jejich počet klesal až na 37 při posledním předválečném sčítání obyvatelstva. Po nacistické okupaci se do města nikdo z původních židovských obyvatel, kteří byli odvezeni do Osvětimi a Malém Trostinci, nevrátil. Z původních šesti židovských domů byly v roce 2019 dochovány čtyři.

### Návrat synagogální opony
V březnu 2014 byla do Česka vrácena synagogální opona, jež byla používána v mladovožické synagoze, a stala se historicky první úspěšnou restitucí pohřešovaného židovského rituálního předmětu pocházejícího z českých zemí. Synagogální opona je textilní závěs oddělující nejsvětější prostor svatostánku Aron ha-kodeš od prostoru synagogy. Ta mladovožická má rozměry 200 × 140 cm a v jejím středu je na brokátu zlatě vyšit rok 1855 a nápis jmenující donátory Mošeho a Chajele Liftšicových z Blanice. Opona byla ze Židovského muzea, kam se svážely předměty konfiskované nacisty, odcizena a objevila se po 60 letech na aukci Sotheby's. Majitel, jenž ji koupil v 80. letech 20. století, ji muzeu bez nároku na kompenzaci vrátil.